# 未評価
未評価 (みひょうか、NE＝Not Evaluated) 種とは絶滅が懸念される生物種のレッドリストにおいて、いまだに国際自然保護連合 (IUCN) に保全状況 の評価を受けていない種のこと。
この保全カテゴリはIUCNが定める9段階の危機評価カテゴリのひとつで、世界的な絶滅危機の危険度をあらわす。カテゴリは一端に「絶滅」(EX extinct) 、もう一端にこのページで述べる「未評価」(NE not evaluated) を置く。
評価カテゴリ「未評価」(NE) は、特定の生物種が絶滅の危機と無関係という意味ではなく、単にその生物種についてリスクの数量的評価にいたる調査が進まず、公表に至らないことを示すのみである。「未評価」に分類された生物種に関して、IUCNの立場は、
「…まったく絶滅の脅威がないという扱いはできない。より適切な扱いとは……少なくともリスクの評価が完了するまでの期間、絶滅危惧種と同等に注視するべきである」としている。
IUCNが保全状況を評価し分類した世界の生物は、2015年に7万6,000種に達している。そのうち、およそ2万4,000種は特定の保全レベルなどで世界的に絶滅の危機にあると分類した。しかしながら地球上に存在する生物種数の推定総数が大きく異なることとは別に（300万以上3,000万未満）、IUCNの「未評価」（NE）カテゴリは9つの絶滅危機カテゴリで最も多くの種を含むことを意味する。

## IUCN以外の組織への援用
保全の危機評価と個別のレッドリスト作成の基本とするため、IUCNの取り組む世界規模の評価と分類の過程を援用する事例が国レベルから場合により地域レベルで見られる。
また評価基準を用いて生態系の危機を分類する試み（en）も始まり、IUCN分類の適用以前の生態系はすべて「未評価」（NE（英語））に該当する。

## 関連文献
- 矢原徹一「IUCNレッドリストカテゴリー : 日本語訳とその解説」『保全生態学研究』第1巻第1号、1996年。1-23頁。doi:10.18960/hozen.1.1_1
- 江口亨「ケヘチマゴケ原糸体屈光性反応に関する一考察(一般講演,第25回長野大会特集)」『日本蘚苔類学会会報』第6巻第12号、1996年。258-259頁。doi:10.24474/koke.6.12_258
- 田邊光夫、大谷憲司、金子忠男、平岡正三郎「蘚苔類播種育苗用シート(一般講演,第25回長野大会特集)」『日本蘚苔類学会会報』第6巻第12号、1996年。259頁。
- 古木達郎「国際自然保護連合(IUCN)の新カテゴリーと蘚苔植物(シンポジウム:絶滅に瀕する蘚苔についての諸問題,第25回長野大会特集)」『日本蘚苔類学会会報』第6巻第12号、1996年。259頁。
- 芹沢俊介「維管束植物レッドデータブックの課題 : (2)地方版レッドデータブックの評価手法とチェック項目」『分類』第3巻第2号、2003年。149-158頁。doi:10.18942/bunrui.KJ00004649579
- 道家哲平「地球規模生物多様性概況第4版による愛知ターゲット中間評価とCOP12決定について(前編)(保全情報) 」『保全生態学研究』第20巻第1号、2015年。104-114頁。doi:10.18960/hozen.20.1_104
- 道家哲平「地球規模生物多様性概況第4版による愛知ターゲット中間評価とCOP12決定について(後編)(保全情報)」『保全生態学研究』第20巻第2号、2015年、221-230頁。doi:10.18960/hozen.20.2_221